# 알렉산더 치클러
알렌산더 치클러(Alexander Zickler, 1974년 2월 28일 ~)는 독일의 은퇴한 축구 선수로, 현역 시절 스트라이커로 활약하였다.
그는 12년간 FC 바이에른 뮌헨 소속으로 활약하였고, 300번이 넘는 공식 경기에 출장하여 19번의 메이저 타이틀을 획득하였다. 이중에는 7개의 분데스리가 타이틀과 2001년 UEFA 챔피언스리그 타이틀을 포함한다. 바이에른 뮌헨에서 활약한 후, 그는 6년간 오스트리아의 두 클럽에서 활약하였다.
치클러는 4년간 독일 축구 국가대표팀 일원이었으나, 메이저 토너먼트에는 단 한번도 엔트리에 들지 못하였다.

## 클럽 경력

### 디나모 드레스덴
구 동독의 바트 살춘겐 출신으로, 치클러는 디나모 드레스덴에 1980년, 6세의 나이로 입단하며 축구를 시작하였다.
1992-93 시즌, 그는 분데스리가에 데뷔하였다. 그의 첫 경기는 1992년 10월 23일, 홈에서 1-2로 패한 1. FC 뉘른베르크와의 경기였고, 드레스덴은 이 시즌에 간신히 강등을 모면하였다.

### FC 바이에른 뮌헨
1993년 7월, 그는 €1,187,300의 가격에 FC 바이에른 뮌헨으로 이적하였고, 처음에는 리저브팀 소속으로 활약하였다. 그는 바이에른에서의 두 번째 시즌을 기준으로 1군 주전이 되었고, 바이에른의 7차례 분데스리가 우승, 4번의 DFB-포칼 우승, 1996 시즌의 UEFA 유로파리그 우승을 도왔다. (그는 1995-96 시즌의 유로파리그에 8경기 출전하여 2번의 어시스트를 하였다.)
2000-01 시즌, 치클러는 24번의 리그 경기에 출장하여 3번 득점하였고, 소속팀은 리그 우승을 거두었다. 같은 시즌의 UEFA 챔피언스리그에서 바이에른은 발렌시아 CF와 맞붙었는데, 치클러는 연장전에 교체투입되어 승부차기 키커로 나서 그의 페널티를 성공시켰으며, 바이에른은 접전끝에 빅이어를 들어올렸다. 그는 분데스리가에서 최다골을 득점한 교체선수로 기록되었다. (102번 교체투입되어 18번 득점하였다.) 그러나, 치클러는 자주 부상을 당하였고 건강도 그리 좋지 않았다. 2002년, 치클러는 오른쪽 정강이뼈에 난 종양으로 인해 수술을 받았고, 그에 따라 2002년 FIFA 월드컵에 참여하지 못하였다. 그로부터 1년 후, 그는 수술받았던 다리의 골절로 입원하였고, 2003-04 시즌의 시작을 앞두고도 또다시 골절부상을 당하였다.
그는 바이에른에 복귀하기 이전에 FC 바이에른 뮌헨 II의 일원으로 활약하다 세 번째로 정강이 골절을 당하였다. 당시 언론들은 그의 경력이 끝났다고 생각하였다.

### 오스트리아
2005년 7월, 치클러는 오스트리아 분데스리가의 FC 레드불 잘츠부르크 트라이얼을 하였고, 바이에른 팀 동료 토마스 링케와 "성과와 연관된" 계약을 체결하였다. 치클러는 레드불에서의 첫 시즌에 31경기 출장 9골을 기록하며 팀을 리그 2위에 올려놓았다.
2006-07 시즌, UEFA 챔피언스리그 2차 예선전에서, 치클러는 팀의 2번째골을 페널티킥으로 득점하였고, 레드불은 FC 취리히에 2-0 승리를 거두어 다음 라운드로 진출하였으나, 발렌시아 CF에 패하며 챔피언스리그 본선행이 좌절되었다. 2006년 11월 30일, 그는 APA 올해의 선수로 오스트리아 리그의 감독들에 의해 선출되었고, 이 시즌의 리그를 22골로 득점왕에 올랐으며, 링케와 더불에 팀의 우승에 중요한 역할을 하였다.
2010년 오프시즌, 치클러는 LASK 린츠로 자유이적하였다. 그는 새팀 소속으로 8월 21일에 0-2로 패한 FC 바커 인스브루크전에서 61분에 플로리안 하트와 교체되어 데뷔하였다.
2010년 9월 25일, 치클러는 LASK 소속으로는 처음이자 마지막 골을 SV 마터스부르크전에서 득점하였다. 2010-11 시즌 종료 후, 치클러는 37세의 나이로 은퇴하였고, 그의 소속팀은 2부리그로 강등되었다.

## 국가대표팀 경력
치클러는 독일 축구 국가대표팀 소속으로 12경기 출장하였다. 1998년 11월 8일, 그는 첫 출전 기회를 1-1로 비긴 네덜란드와의 경기에서 얻었는데, 그는 마리오 바슬러와 교체투입되어 그라운드를 누볐다. 2000년 8월 16일, 그는 하노버에서 있었던 스페인과의 경기에서 국가대표팀 경기에서 처음으로 골맛을 보았다. 이날 경기에서 치클러는 멀티골을 기록하였고, 독일은 스페인을 4-1로 꺾었다.
치클러가 마지막으로 출장한 국가대표팀 경기는 2002년 10월 11일, 보스니아 헤르체고비나전으로, 독일은 1-1로 비겼다. 치클러는 이 경기 이후 국가대표팀에서 은퇴하였다.

### 국가대표팀 득점 기록
아래의 점수에서 왼쪽의 점수가 독일의 점수이다.
| #  | 날짜            | 경기장             | 상대   | 점수 | 최종결과 | 대회     |
| -- | --------------- | ------------------ | ------ | ---- | -------- | -------- |
| 1. | 2000년 8월 16일 | AWD-아레나, 하노버 | 스페인 | 3–0  | 4–1      | 친선경기 |
| 2. | 2000년 8월 16일 | AWD-아레나, 하노버 | 스페인 | 4–0  | 4–1      | 친선경기 |

## 수상

### 클럽
FC 바이에른 뮌헨
- 분데스리가: 1993–94, 1996–97, 1998–99, 1999–2000, 2000–01, 2002–03, 2004–05
- DFB-포칼
  - 우승: 1997–98, 1999–2000, 2002–03, 2004–05
  - 준우승: 1998–99
- DFB-리가포칼: 1996–97, 1997–98, 1998–99, 1999–2000, 2003–04
- UEFA 챔피언스리그: 2000–01
- UEFA 컵: 1995–96
- 인터콘티넨털컵: 2001

FC 레드불 잘츠부르크
- 오스트리아 분데스리가: 2006–07, 2008–09, 2009–10

### 개인
- 오스트리아 분데스리가 득점왕: 2006–07, 2007–08
- 오스트리아 올해의 축구 선수: 2005–06
- 오스트리아 축구선수 협회 올해의 선수: 2006–07